# E. C. Tubb Taschenbücher
Die E. C. Tubb Taschenbücher waren eine von 1983 bis 1986 in 28 Bänden im Moewig-Verlag erscheinende Science-Fiction-Buchreihe, in der ausschließlich Werke des britischen SF-Autors E. C. Tubb erschienen.
Es wurde dabei immer ein Roman aus Tubbs Dumarest-Serie abwechselnd mit einem Einzelroman veröffentlicht.
In der Regel handelt es sich bei den bereits zuvor veröffentlichten Titeln um Neuübersetzungen, da die ursprünglichen Veröffentlichungen aus den Reihen Terra Nova und Terra Astra gegenüber der Vorlage stark auf den Heftumfang von 68 bzw. 66 Seiten gekürzt worden waren. Wie immer bei den Veröffentlichungen aus der Zeit muss auch bei den Taschenbuchausgaben mit Kürzungen gerechnet werden.

## Liste der Titel
| Nr. | deutscher Titel                | Originaltitel               | Jahr | Reihe                   |
| --- | ------------------------------ | --------------------------- | ---- | ----------------------- |
| 01  | Planet der Stürme              | The Winds of Gath           | 1983 | Dumarest 1              |
| 02  | Die Telepathin                 | Derai                       | 1983 | Dumarest 2              |
| 03  | Planet der Spieler             | Toyman                      | 1983 | Dumarest 3              |
| 04  | Kinder des Weltalls            | The Space-Born              | 1984 |                         |
| 05  | Kalin – die Hexe               | Kalin                       | 1984 | Dumarest 4              |
| 06  | Projekt Ming-Vase              | Ten from Tomorrow           | 1984 | Kurzgeschichtensammlung |
| 07  | Das Schiff des Jokers          | The Jester at Scar          | 1984 | Dumarest 5              |
| 08  | Käfig der Zeit                 | Death Is a Dream            | 1984 |                         |
| 09  | Im Netz der Sterne             | Lallia                      | 1984 | Dumarest 6              |
| 10  | Die interstellare Mission      | The Stellar Assignment      | 1984 |                         |
| 11  | Technos                        | Technos                     | 1984 | Dumarest 7              |
| 12  | Die verbotene Stadt            | City of No Return           | 1984 |                         |
| 13  | Rivalen der Macht              | Veruchia                    | 1984 | Dumarest 8              |
| 14  | Fluch der Unsterblichkeit      | Death Wears a White Face    | 1984 |                         |
| 15  | Planet im Nichts               | Mayenne                     | 1984 | Dumarest 9              |
| 16  | Freiheit ohne Schranken        | Atom War on Mars            | 1985 |                         |
| 17  | Der Horror-Planet              | Jondelle                    | 1985 | Dumarest 10             |
| 18  | Die Glücksmaschine             | The Luck Machine            | 1985 |                         |
| 19  | Söldner des Schlangenclans     | Zenya                       | 1985 | Dumarest 11             |
| 20  | Wettlauf der Zeit              | Fugitive of Time            | 1985 |                         |
| 21  | Im Bann des Computers          | Eloise                      | 1985 | Dumarest 12             |
| 22  | Die Marskolonie                | Alien Dust                  | 1985 |                         |
| 23  | Hüter der Vergangenheit        | Eye of the Zodiac           | 1985 | Dumarest 13             |
| 24  | Der Primitive                  | The Primitive               | 1985 |                         |
| 25  | Labyrinth der Illusionen       | Jack of Swords              | 1985 | Dumarest 14             |
| 26  | Rückkehr zur Erde              | Escape into Space           | 1985 |                         |
| 27  | Spektrum der vergessenen Sonne | Spectrum of a Forgotten Sun | 1985 | Dumarest 15             |
| 28  | Hölle im Zwielicht             | Hell Planet                 | 1986 |                         |